# Colobodactylus
Colobodactylus is een geslacht van hagedissen uit de familie Gymnophthalmidae.
De groep werd voor het eerst wetenschappelijk beschreven door Afrânio Pompílio Gastos do Amaral in 1933. Er zijn twee soorten die voorkomen in delen van Zuid-Amerika en endemisch leven in Brazilië.

## Soortenlijst
| Soorten uit het geslacht Colobodactylus | Soorten uit het geslacht Colobodactylus | Soorten uit het geslacht Colobodactylus |
| --------------------------------------- | --------------------------------------- | --------------------------------------- |
| Naam                                    | Auteur                                  | Verspreidingsgebied                     |
| Colobodactylus dalcyanus                | Vanzolini & Ramos, 1977                 | Brazilië (São Paulo)                    |
| Colobodactylus taunayi                  | Amaral, 1933                            | Brazilië (São Paulo, Santa Catarina     |